# سازه‌های هوای فشرده

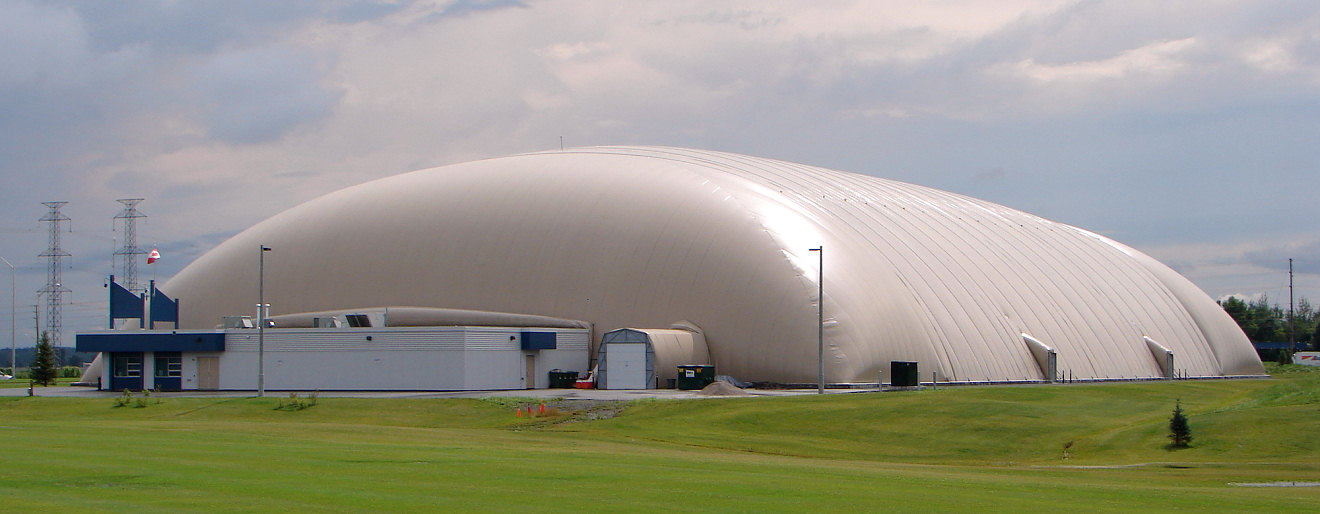
یک گنبد ساخته شده از سازهٔ هوای فشرده

سازه‌های هوای فشرده یا سازه‌های بادی نیروها را از طریق پوسته‌هایی با تنظیم داخلی به وسیلهٔ هوا منتقل می‌کند. این سازه‌ها فقط نیروهای کشش را از طریق سطح پوسته انتقال می‌دهند.
وقتی که پوسته‌ها یک حجم یا تعدادی از احجام جداگانه را کاملاً احاطه می‌کنند، می‌توانند به تنهایی به وسیلهٔ فشار داخلی خود پیش تنیده شوند. در این حالت به آن‌ها سازه‌های هوایی یا بادی گفته می‌شود. نمونهٔ این سازه‌های پوسته‌ای که شامل یک حجم بسته است را در قایق‌های پلاستیکی می‌توان دید. حلقهٔ خارجی باد شده (حجم بستهٔ باد شده) به اندازه‌ای سخت است که به عنوان حلقهٔ فشاری برای پوستهٔ تنیده نشده ای که کف قایق را تشکیل می‌دهد استفاده می‌شود.
درک چگونگی عملکرد فشار نیروهای درونی روی یک پوستهٔ محصور اصل مهمی برای طراحی و تحلیل سازه‌های هوای فشرده می‌باشد. اصل کلی بدین گونه است که فشار هوا بار یکنواخت گسترده ای را که عمود بر هر نقطه از پوسته است بر آن وارد می‌کند.
سازه‌های هوای فشرده بر دو نوع تقسیم می‌شوند:
۱. سازه‌های متکی بر هوا
۲. سازه‌های پر شده از هوا

## سازه‌های متکی بر هوا

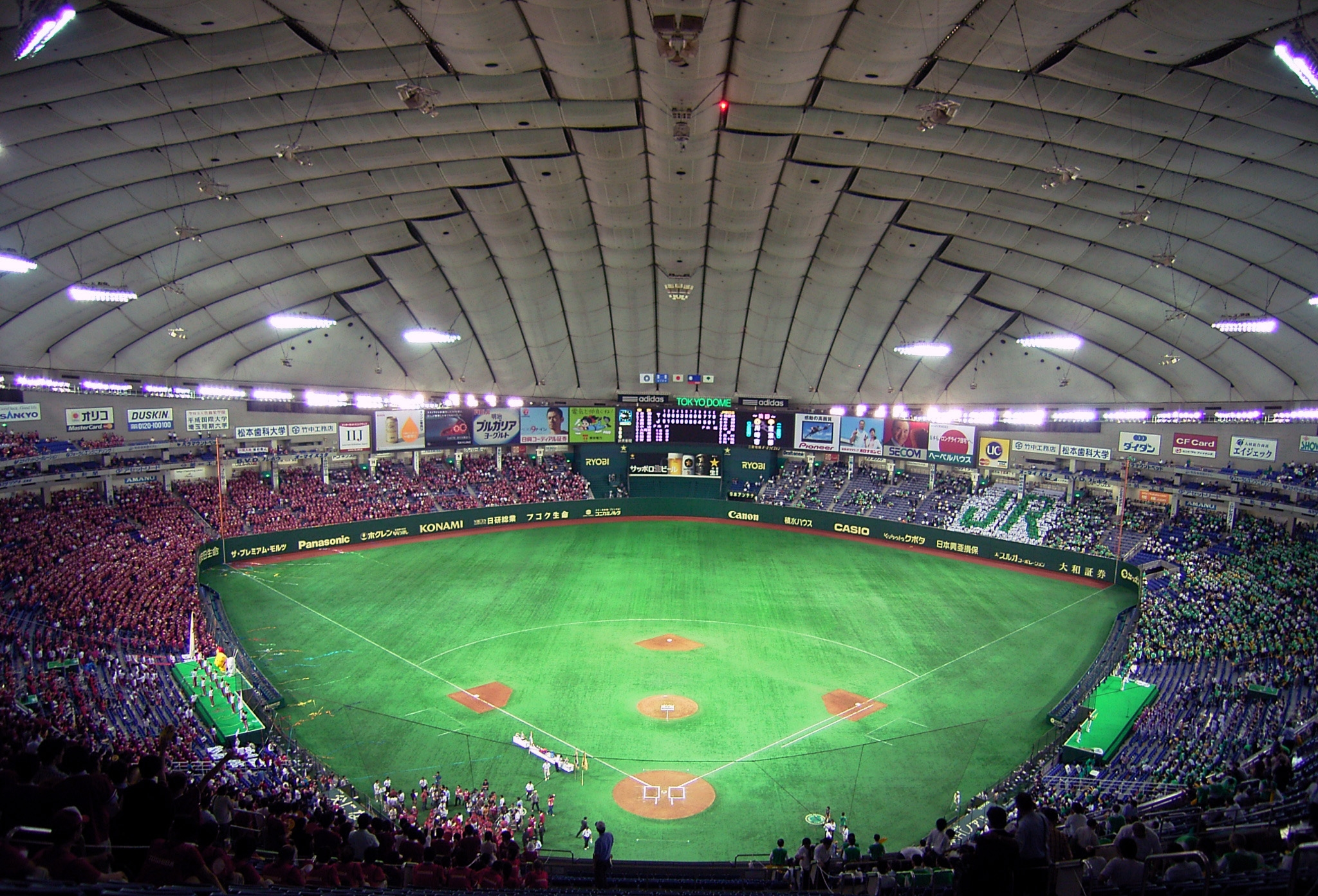
گنبد توکیو که از سازه هوای فشرده ساخته شده است

تمامی سازه‌های متکی بر هوا تمایل به شکل نیمکره دارند انحنای آن‌ها باید حداقل در یک جهت محدب باشد. معمولاً بیشتر اشکال از طریق دوران یک فرم خطی حول یک محور به دست می‌آیند با پوسته‌ای متکی بر هوا که شکل نهایی آن را می‌سازد.
شرایط بارگذاری
در سازه‌های متکی بر هوا بارهای مرده (وزن پوسته و بارهای دایمی معلق از پوسته) و بارهای زنده (بار برف، باران، بادو بارهای وارده موقت ارزیابی می‌شوند. علاوه بر این سازه برای بارهای ناشی از فشار هوا که برای باقی‌ماندن پوسته در کشش ذخیره می‌گردد و بارهای مرده و زنده را نگاه می‌دارد نیز تحت بررسی قرار می‌گیرد.
الف) بارهای مرده
این بار (بار وزن) در پوسته‌های قابل انعطاف (پارچه)، قابل چشم پوشی است. اما اگر مصالح مقاوم تر برای سازه‌هایی که در آینده ساخته می‌شوند، به کار رود، در آن صورت وزن پوسته باید در نظر گرفته شود.
ب) بارهای زنده
تجمع برف به علاوهٔ بار یکنواخت و قابل پیش‌بینی نسبی ناشی از انباشته شدن برف، مسئلهٔ مهمی برای سازه‌های متکی بر هواست. به خصوص هنگامی که خیز منحنی کم باشد (خصوصاً در دهانه‌های طولانی). بار ناشی از نیروی باد امری مهم در سازه‌های متکی بر هواست. در سازه‌ای با خیز تند، فشار باد بر بخش پایین‌تر گنبد در جهت مقابل باد تمایل به متعادل کردن فشار تکیه گاهی داخلی دارد و سبب فروریختن داخلی در اثر فشاری که متعادل شده‌است در هر جهت می‌گردد.
ج) بارهای ناشی از فشار هوا
این بار به صورت عمود و به‌طور یکنواخت بر پوسته عمل می‌نمایند. برای شرایط بارگذاری بدون بار برف، فشار واقعی مورد نیاز برای نگهداری چنین سازهٔ سبک وزنی تقریباً ۱۰٫۵ نیوتن بر متر مربع است. فشار هوای داخل به وسیلهٔ پمپ‌های مکانیکی هوا تأمین می‌شود. هزینه چنین پمپ‌هایی تقریباً برابر هزینهٔ دستگاه تهویه مطبوع در آب و هوای یکسان می‌باشد. در بعضی از سازه‌ها از نیروی باد جهت تنظیم فشار داخل استفاده کرده‌اند. شیوهٔ دیگر تنظیم فشار هوای داخل به کار گیری تفاوت دمای درون و بیرون است.
مصالح
در عین این که استفادهاز پوسته‌های قابل ارتجاع برای مدل‌های مطالعاتی مفید است، در واقعیت تمامی سازه‌های بزرگ پوسته‌ای از مصالح با حداقل کشش در زیر بار ساخته می‌شوند. شکل نهایی به وسیلهٔ شکل گیری پانل‌های پارچه‌ای یک لایه قبل از ساخت، تقریباً با همان حالتی که چادرها شکل می‌گیرند، تعیین می‌گردد. از سال ۱۹۷۴، سازه‌های هوای فشرده بزرگ از پوستهٔ فایبر گلاس با پوشش تفلون ساخته شده‌اند.
مهار کردن تکیه گاه
به علت این که پوسته‌های متکی بر هوا فقط نیروی کششی را منتقل می‌نماید، نیروی رانشی داخلی قابل ملاحظه‌ای ایجاد می‌شود و باید در برابر آن نیروی مقاومی وجود داشته باشد. در ساختمان کوچک، در برابر چنین خمشی می‌توان با مهار کردن پیرامون ساختمان به زمین، مقاومت کرد. در ساختمان‌های بزرگ تر از یک حلقه فشاری ازبتن مسلح برای مقاومت در برابر نیروی رانش داخلی استفاده می‌شود. به همین دلیل، پلان چنین ساختمان‌هایی به شکل دایره یا بیضی است.

## سازه‌های پر شده از هوا
این نوع سازه‌ها، اجزای سازه‌ای پر شده از هوا را (قوس، تیر، دیوار، ستون) یکی می‌کند. فقط اجزا، دارای فشار تنظیم شده می‌باشند. این امر دارای دو مزیت است: یکی این که نیاز به هوابندی‌هایی که در سازه‌های متکی بر هوا مورد نیاز است، حذف می‌شود. به علاوه، اگر یکی از اجزای پرشده از هوا خالی شود، بخش‌های مجاور مقاومت کافی برای جلوگیری از ریزش ساختمان را دارند.
رفتار سازه‌ای
در حالی که سازه‌های متکی بر هوا به فشاری کم برای نگه داشتن پوسته سقف نیاز دارند، فشار در اجزا سازه‌های پر شده از هوا باید مقدار قابل توجهی باشد تا سختی لازم برای پایداری سازه و اعضا تکیه گاهی تأمین گردد.
اهمیت توزیع بار
بارهای متمرکز عمود بر پوسته سبب شکست ناحیه‌ای و کاهش ارتفاع مؤثر می‌شوند. بنابراین باعث تضعیف عضو پر شده از هوا می‌گردند. به این دلیل، بارهای متمرکز و تکیه گاه‌ها برای توزیع نیرو روی سطح بزرگ و به حداقل رساندن شکستگی ناحیه‌ای باید به دقت طراحی شوند.
گسیختگی پوسته
گسیختگی پوسته ممکن است در کشش (از هم پاشیدن) در اثر فشار بیش از اندازه یا بارگذاری مفرط روی دیوارها و ستون‌هایی که به اندازه‌ای کوتاه می‌باشند که در ابتدا شکست در آن‌ها اتفاق نمی‌افتد، رخ دهد. عوامل دیگر که می‌تواند باعث گسیختگی پوسته شود نور خورشید و فرسودگی می‌باشند که باعث تکرار خم شدگی، سایش و سوراخ شدن می‌گردند.